# Медвежий Лог (Нижньогородська область)
Медвежий Лог (рос. Медвежий Лог) — присілок в Большемурашкинському районі Нижньогородської області Російської Федерації.
Населення становить 22 особи. Входить до складу муніципального утворення Совєтська сільрада.

## Історія
Від 2009 року входить до складу муніципального утворення Совєтська сільрада.

## Населення
| 1999 | 2002 | 2010 |
| ---- | ---- | ---- |
| 20   | ↗29  | ↘22  |